# 하바롭스크 재판
하바롭스크 재판(러시아어: Хабаровский процесс 하바롭스크 프라쩨스[*])은 제2차 세계 대전 후 1949년 12월 25일부터 30일에 걸쳐 소비에트 연방 하바롭스크의 장교 회관에서 일본군 전범 피고에 대해 6일간 열렸던 군사 재판이다. 일본인 피고들은 소련군에게 포로가 된 관동군 지도부와 생체실험 및 세균전 관계자들이었다．
주된 혐의는 1939년의 노몬한 사건, 소련에 대해 전쟁연습을 행한 1940년의 관동군의 특종연습, 731 부대와 100부대의 생체실험 등이다.
이 재판에서 야마다 오토조 관동군 사령관과 세균무기 제조와 생체실험을 행한 가지츠카 류지 군의중장, 다카하시 다카아쓰 수의중장, 가와시마 기요시 중장이 각각 25년 강제노동형을 받았고, 나머지 인물들도 2년에서 20년까지의 강제노역형을 받았다. 가벼운 형을 받은 사람은 기한이 되어 석방돼 일본으로 돌아왔고, 감옥에서 병사하거나 자살한 이를 제외한 이들은 1956년 소비에트 연방과 일본간의 국교 회복 후에는 감형으로 모두 일본에 되돌아왔다.

## 피고인과 판결
- 야마다 오토조 (山田 乙三, 관동군 사령관, 대장) • 25년 강제노동형
- 가지쓰카 류지 (梶塚 隆二, 관동군 군의부장, 군의 중장) • 25년 강제노동형
- 다카하시 다카아쓰 (高橋 隆篤, 관동군 수의부장, 수의 중장) • 25년 강제노동형
- 사토 슌지 (佐藤 俊二, 관동군 제5군 군의부장, 군의 소장) • 25년 강제노동형
- 가와시마 기요시 (川島 清, 제4부/세균제조부 부장, 군의 소장) • 20년 강제노동형
- 가라사와 도미오 (柄沢 十三夫, 제4부 세균제조과 과장, 군의 소좌) • 20년 강제노동형
- 니시 도시히데 (西 俊英, 제4부 세균제조과 과장, 군의 소좌) • 12년 강제노동형
- 오노우에 마사오 (尾上 正男, 731 부대 하이린/무단장 지부장, 군의 소좌) • 20년 강제노동형
- 히라자쿠라 젠사쿠 (平桜 全作, 무단장 지부장, 군의 소좌) • 10년 강제노동형
- 미토모 가즈오 (三友 一男, 731 부대 연구원, 수의 중위) • 15년 강제노동형
- 기쿠치 노리미쓰 (菊地 則光, 731 부대 하이린/무단장 지부 위생병) • 2년 강제노동형
- 구루시마 유지 (久留島 祐司, 731 부대 린커우 지부 위생병) • 3년 강제노동형

## 같이 보기
- 일본의 전쟁 범죄
- 극동 국제 군사 재판
- 소비에트 연방 군대의 역사